# NGC 3997
NGC 3997 (również PGC 37629 lub UGC 6942) – galaktyka spiralna z poprzeczką (SBb/P), znajdująca się w gwiazdozbiorze Lwa. Odkrył ją John Herschel 19 lutego 1827 roku.
W galaktyce tej zaobserwowano supernową SN 2004aw.